# Formgjutning i gummi
Formgjutning i gummi kan ske med tre olika metoder och även tre olika sorters formverktyg:
- Kompressionsformar där formen matas med gummi manuellt direkt in i formen.
- Transferformar där gummit injiceras in från en ovanliggande gryta.
- Injektionsformar där gummit injiceras direkt in i formen.

Formverktyget består av en över- och underhalva i tjockt och slitstarkt stål. Hålrummen görs genom svarvning, gnistning och/eller fräsning.När formen är färdig monteras den i en press där en hydraulkolv lyfter den ena formhalvan medan den andra fixeras. Formen värms upp till arbetstemperaturer mellan 150 och 220 grader.
Gummidetaljen vulkaniseras under värme och tryck för att bli formstabil. Storleken på detalj och tjocklek på gummit avgör vulktiden.
Formgjutning görs i allt från små verktyg med bara ett hålrum till stora effektiva formar med flera hålrum.